# Sebastián Gambetta
Sebastián Gambetta (nacido en Buenos Aires el 25 de marzo de 1988) es un ex-arquero de fútbol. Su último club fue Club Social y Deportivo Flandria. Actualmente se desempeña como entrenador de arqueros.

## Historia
Empezó su carrera futbolística en inferiores en el Club Atlético Banfield, donde estuvo por seis años pasando por distintas categorías inferiores, llegando a entrenar con primera división y jugar para reserva con 18 años de edad. Luego llegó al Club Atlético Atlanta. En esta ocasión, Gambetta, llegó para completar el plantel superior. 
En el año y medio que duró su estadía en Atlanta pudo ser parte de los 18 citados en 8 encuentros. A mediados de junio de 2009 llegó a General Lamadrid, club que militaba en la Primera C Metropolitana. En ese club estuvo por dos temporadas consecutivas consiguiendo, en la segunda temporada, el ascenso a la Primera B Metropolitana después de salir Campeón con una de las vallas menos vencida del torneo. Gimnasia y Tiro de Salta fue su destino después del conjunto de Devoto. En ese club estuvo por una temporada, ya que en junio de 2012 firmó con Defensores Unido de Zárate. 
En CADU fue donde Sebastian tuvo grandes actuaciones, tanto en el campeonato local y, sobre todo, en la Copa Argentina. Cuatro fueron las fases que superó el equipo de Zárate (Ituzaingo, Acasusso, Almagro y Ferrocarril Oeste) gracias a las decisivas intervenciones de Sebastian, en especial, se destacó su habilidad en atajar penales, no solo en definiciones de fases sino, también, dentro de los 90 minutos. Ya en enero de 2014 se va de CADU para arreglar en Cañuelas Fútbol Club. En este club, jugó 44 partidos donde pudo mantener 18 veces su valla invicta, de las cuales 8 fueron consecutivas; y recibió solo 37 goles. Además, logra el ascenso a Primera C Metropolitana y así consigue su segundo ascenso en 3 años. 
Actualmente se encuentra como entrenador de arqueros en Berazategui.

## Logros
- Campeón Temporada 2010 - 2011 del torneo de Primera C Metropolitana

- 16 avo de final en la Copa Argentina edición 2012 - 2013

- Campeón Torneo Transición 2014 del torneo de Primera D Metropolitana

- Campeón Torneo Primera B Metropolitana 2015

## Clubes
2008-2009 Club Atlético Atlanta
2009-2011 Club Atlético General Lamadrid
2011-2012 Gimnasia y Tiro (S)
2012-2014 Club Atlético Defensores Unidos
2014-2015 Cañuelas Fútbol Club
2016 Club Social y Deportivo Flandria
- Datos: Q16629454